# Digresija
Digresija (lat. digressio – udaljavanje), u govoru ili književnom djelu, mjesto na kojem se autor udaljava od glavne teme kako bi ispričao anegdotu, opisao krajolik ili uspomenu, iznio promišljanja, i slično. Autor se nakon privremenog udaljavanja vraća na glavnu temu, s kojom digresija može biti u znatnoj ili jedva zamjetnoj vezi.
U književnom pripovijedanju, autor digresijama prekida glavnu nit izlaganja i slabi jedinstvo radnje. Takav postupak kod čitatelja može postići nekoliko efekata. Digresija može poslužiti kao razonoda i odmor za čitatelja, ili još više pojačati interes za tekst. Važan je stilski postupak u književnosti, i može se izvesti na velik broj načina. Zauzima značajno mjesto u epici.
Osim kao tehnika u književnom pripovijedanju, digresija se koristi i u ne-književnim oblicima pisanja te u govorništvu.